# Kernkraftwerk Latina
Das Kernkraftwerk Latina, auch Kernkraftwerk Borgo Sabotino (italienisch Centrale Nucleare di Borgo Sabotino), war das erste Kernkraftwerk Italiens bei Borgo Sabotino, Latina, das von 1964 bis 1987 in Betrieb war, bis es nach dem Referendum von 1987, das den Atomausstieg in Italien regelte, abgeschaltet wurde. Derzeitiger Eigentümer und Betreiber ist die Società gestione impianti nucleari (SOGIN).

## Reaktor
Das Kernkraftwerk Latina bestand aus einem Magnox-Reaktor (GCR) mit einer elektrischen Nettoleistung von 153 MW und einer elektrischen Bruttoleistung von 160 MW. Zusammen mit Garigliano war es somit das Kernkraftwerk mit der geringsten Leistung Italiens.

## Geschichte
Es wurde beschlossen, einen britischen Gas-Graphit-Reaktor (Magnox-GCR) zu errichten, der mit Natururan betrieben wird. Der Auftrag ging an die britische Nuclear Power Plant Co. Der Vertrag wurde am 31. August 1958 abgeschlossen, als die Bauvorbereitungen für das Kraftwerk bereits begonnen hatten. Nach dem Vertrag sollte ein 200-MW-Magnox-Reaktor in Latina und später ein baugleicher in der Schwesterstation Bradwell (Großbritannien) gebaut werden. Der Baubeginn für den Kernreaktor war am 1. November 1958, er wurde als erstes kommerzielles Kernkraftwerk in Italien gebaut. Der Reaktor wurde am 27. Dezember 1962 zum ersten Mal kritisch. Am 12. Mai 1963 wurde das Kernkraftwerk Latina erstmals mit dem Stromnetz synchronisiert, ab dem 1. Januar 1964 befand es sich im kommerziellen Leistungsbetrieb, bis es am 1. Dezember 1987 als zweites Kernkraftwerk Italiens endgültig stillgelegt wurde. Im Jahr 1986 wurde es letztmals zur kommerziellen Stromproduktion genutzt. Zum Zeitpunkt der Inbetriebnahme war es der leistungsstärkste Reaktor Europas. Im Jahr 2000 wurden die Brennelemente aus dem Reaktor mit einem Gewicht von 1.425 Tonnen zur Wiederaufarbeitung nach England gebracht.

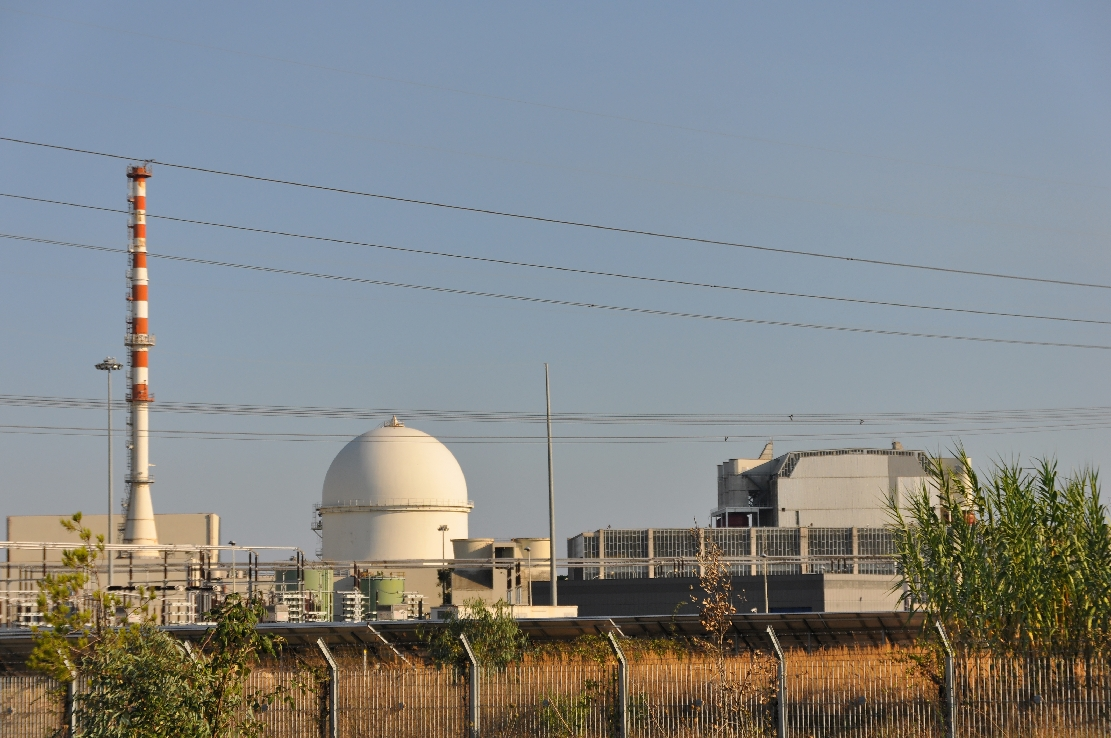
Kernkraftwerk Latina (rechts)

2004 war geplant, auf dem Gelände des ehemaligen Kernkraftwerks ein 400 MWe starkes GuD-Kraftwerk zu errichten, das Projekt scheint aber eingeschlafen zu sein.

## Daten des Reaktorblocks
Das Kernkraftwerk Latina hatte einen Block:
| Reaktorblock | Reaktortyp     | Netto- leistung | Brutto- leistung | Baubeginn  | Netzsyn- chronisation | Kommer- zieller Betrieb | Abschal- tung |
| ------------ | -------------- | --------------- | ---------------- | ---------- | --------------------- | ----------------------- | ------------- |
| Latina       | Magnox-Reaktor | 153 MW          | 160 MW           | 01.11.1958 | 12.05.1963            | 01.01.1964              | 01.12.1987    |